# 野間口貴彦
野間口 貴彦（のまぐち たかひこ、1983年5月31日 - ）は、兵庫県尼崎市出身の元プロ野球選手（投手）。

## 経歴

### プロ入り前
1983年に兵庫県で生まれる。シニアリーグ時代に所属した伊丹シニアでAA世界野球選手権大会に出場した。2001年に関西創価高校から第73回選抜高等学校野球大会に出場。選抜初出場の同高でベスト4まで進出。2回戦では高井雄平と投げ合い1失点で完投勝利を収め、最終的に準決勝まで進出するが優勝した常総学院の横川史学にサヨナラ打を浴びて惜敗。この時点でプロからの誘いもあったが、大学進学を表明したことで指名回避された。
2002年に創価大学へ進学し、1年時から春のリーグ戦に登板するも「一発勝負の高校野球に比べ、リーグ戦の続く大学野球にあまり魅力を感じなかった」として退学し、シダックス野球部に入社。
野村克也から英才教育を受け、2003年の第74回都市対抗野球大会では150km/hを超える速球を武器にエースとして活躍し、準優勝に貢献。さらに若獅子賞を獲得し、大会優秀選手にも選出された。また、IBAFワールドカップに出場して社会人ベストナインにも選ばれている。
この年のドラフト会議で、読売ジャイアンツ、阪神タイガース、西武ライオンズの3球団が野間口の獲得を目指した。阪神は前年2003年ドラフトで同じシダックスの庄田隆弘を指名しており、小関順二はこの戦略を「（野間口獲得のためならば、阪神も）ドラフト巧者になった」と論評した。また巨人は、カツノリを金銭トレードで獲得し、野村から「もともとジャイアンツファン」とのコメントを引き出した。野間口本人はセントラル・リーグ希望であると報道され、野間口サイドもそれを否定しなかったことから、西武が獲得戦線から離脱。7月20日にシダックス側から西武と阪神に正式に断りの連絡が入り、事実上争奪戦は終結した。
2004年もエースとして活躍、チームは都市対抗野球に連続出場したものの準々決勝で敗退。第22回ハーレムベースボールウィーク日本代表に選ばれ、出場した。都市対抗野球の準々決勝でシダックスが敗れた後、野間口本人の口から巨人に入団したい旨の発言があった。その秋の社会人野球日本選手権大会終了後、野間口は正式に巨人の自由獲得枠にて入団の意思表示を行い、2004年のドラフト会議を経て入団した。2012年3月15日に、朝日新聞の取材により入団時の契約金が最高標準額を大幅に超える7億円であったことが発覚した。さらに、入団前の2004年頃には、読売ジャイアンツから数回に渡り200万を渡されていたが、桃井恒和球団社長は「それでも違反ではない」としている。

### 巨人時代
2005年には、イースタン・リーグの開幕戦に先発したが、7回4失点で敗戦投手になった。一軍に昇格すると、5月1日の対広島東洋カープ戦（広島市民球場）で5回4失点ながら、雨天5回コールドになったため完投扱いで、プロ初登板初勝利初完投を達成した。その後2連勝するが失点が多く、初登板から4試合連続途中交代となって降格。故障もあって最終的に4勝3敗、防御率6.61の成績で終わった。5月21日の対北海道日本ハムファイターズ戦では、5回表に相手先発投手の岩本勉から本塁打を浴びている。
2006年は中盤に昇格して先発を務めるものの、結果が出ないまま原辰徳から「彼（野間口）を先発で起用した私が間違っていました」とまで言われた。シーズン後半は主に中継ぎとして好投し、最終的に26試合に登板している。
2007年も、前年に続いて故障で出遅れた。シーズン中盤に昇格するものの、結果を残せずいったん二軍へ降格した。一軍の先発ローテーションが機能しなくなった9月に再昇格。9月16日の対広島東洋カープ戦に6回無失点でシーズン初勝利を挙げると、9月22日の対横浜ベイスターズ戦では、9回1失点でプロ入り後初の9イニングを投げきっての完投勝利を挙げた。さらに、3日後の9月26日には、対中日ドラゴンズ戦に救援で登板。4回無失点という内容でシーズン3勝目を記録。10月2日の対東京ヤクルトスワローズでは、9回表からの登板で1イニングを無失点に抑えたところ、チームはその裏に逆転サヨナラ勝ちでチームが5年振りのセントラル・リーグ優勝を決めた。この試合でも勝利投手になるなど、シーズン初勝利からわずか17日間で4勝を挙げる活躍で、シーズン途中からの昇格ながら久保裕也とともにチームを救った。なお、イースタン・リーグの公式戦では、15試合の登板で5勝4敗。91回を投げて76奪三振、防御率は3.76だった。
2008年には、シーズン終了後のメジャーリーグ球団への移籍が確実と見られていた上原浩治（翌年からボルチモア・オリオールズへ移籍）に代わる若手先発候補の1番手として期待された。栂野雅史との競争に敗れたことや、高橋尚成などの先発投手の不調を受けてローテーションを少人数で構成することになったため、シーズン序盤は中継ぎで起用された。4月26日の対阪神タイガース戦では、ストレートで自己最速の152km/hをマーク。リリーフが確立した5月の交流戦頃からは、2ヶ月ほど先発に回ったが、前年ほど長いイニングを投げられずに二軍へ降格した。9月に再び一軍へ昇格したが、上原の復調や東野峻・久保の活躍などの影響で、中継ぎとしての再起用にとどまった。
2009年は、中継ぎを中心に一軍公式戦25試合に登板し、初セーブを挙げるなどの活躍も見せ、チームの三連覇に貢献して、日本シリーズ初登板も果たした。
2010年には、一軍公式戦12試合の登板にとどまったうえに、防御率も6.52と悪化した。シーズン終了後の秋季キャンプでは、現役時代にサイドスローで一軍通算180勝を記録した斎藤雅樹投手コーチの指導でサイドスローに転向。また、翌2011年シーズンから背番号が45に変更されることも決まった。
2011年には、サイドスロー投法の習得に苦しんだことで、開幕を二軍で迎えた。4月下旬に投球フォームをサイドスローから肘の位置をやや上げたスリー・クォーター気味に変えたところ、球威と制球が改善。8月21日には、フォーム改造後初の一軍公式戦登板を果たした。8月31日の対横浜ベイスターズ戦では、6回から2イニングの救援登板で無失点。4者連続奪三振を記録するとともに、一軍では自身1年振りの白星を手にした。しかし、9月19日の対中日戦で打ち込まれると、翌9月20日に出場選手登録を抹消された。一軍のレギュラーシーズン3位で迎えたポストシーズンでも、登板の機会がなかった。
2012年には、若手投手が台頭した影響で、一軍公式戦へのシーズン初登板はチームのセントラル・リーグ優勝が決まった後（9月26日の広島戦）にまで持ち越された。結局、一軍での登板試合数は、入団後自己最少の3試合にとどまった。
2013年には右肘痛を発症。5月29日のイースタン・リーグ公式戦登板を最後に、実戦を離れて調整に専念した。しかし、痛めた肘の状態が改善しなかったため、右肘靭帯の再建手術（トミー・ジョン手術）を受けることを9月13日に発表。プロ入り後初めて一軍公式戦への登板機会がないまま、10月23日に球団から翌2014年の支配下選手契約を結ばないことを通告された。11月28日に育成選手として再び契約するとともに、背番号を003に変更。
2014年には、育成選手として右肘のリハビリに専念。秋には二軍で実戦に復帰した。
2015年には、春季キャンプでフルメニューを消化。イースタン教育リーグでの実戦登板でも好成績を残したことから、公式戦開幕直前の3月20日に支配下登録選手へ復帰した。背番号は46。しかし、若手投手の台頭などで、一軍への復帰は叶わなかった。イースタン・リーグ公式戦でも20試合の登板で0勝0敗、防御率7.11という成績に終わったため、10月4日に球団から戦力外を通告された。10月31日には、この年限りで現役を引退することを、自身の公式ブログで発表した。

### 現役引退後
2016年からは、巨人の球団職員として、編成本部に配属。球団史上初めて、日本国内の独立リーグ専任のスカウトとして活動する。
2018年より編成本部調査担当になる。2020年限りで退団。
2021年3月、ベースボール・チャレンジ・リーグ（BCリーグ）に所属する新潟アルビレックス・ベースボール・クラブの全体練習で、臨時コーチ的な立場で5日間指導を行う。4月13日には、新潟のチーム強化アドバイザー兼投手コーチ（非常勤）に正式に就任。2022年5月28日から6月2日には、胆嚢炎の治療を理由に休養した監督の橋上秀樹に代わって一時監督代行を務めた。
2024年から球団はオイシックス新潟アルビレックス・ベースボール・クラブとしてイースタン・リーグに参加することとなり、野間口は引き続きチーム強化アドバイザー兼投手コーチを務めながら、NPBファームリーグへの参加にあたって投手コーチがもう一人必要ということで、シダックス時代のチームメイトである武田勝を招聘した。8月9日にチーム強化アドバイザー兼ヘッドコーチに配置転換された。シーズン終了後の11月12日、ヘッドコーチ兼任で新設のチームディレクターに就任することが発表された。

## 選手としての特徴
サイドスローから投じる最速140km/h中盤の直球とカーブなどの緩い変化球が持ち球。
オーバースローの頃は最速152km/hの直球を中心に、鋭いスライダーやフォークボールを武器にしていた。

## 人物
2011年にモデルの佐藤優里亜と結婚。2012年には長男が誕生している。

## 詳細情報

### 年度別投手成績
| 年 度     | 球 団     | 登 板 | 先 発 | 完 投 | 完 封 | 無 四 球 | 勝 利 | 敗 戦 | セ 丨 ブ | ホ 丨 ル ド | 勝 率 | 打 者 | 投 球 回 | 被 安 打 | 被 本 塁 打 | 与 四 球 | 敬 遠 | 与 死 球 | 奪 三 振 | 暴 投 | ボ 丨 ク | 失 点 | 自 責 点 | 防 御 率 | W H I P |
| --------- | --------- | ----- | ----- | ----- | ----- | -------- | ----- | ----- | -------- | ----------- | ----- | ----- | -------- | -------- | ----------- | -------- | ----- | -------- | -------- | ----- | -------- | ----- | -------- | -------- | ------- |
| 2005      | 巨人      | 9     | 9     | 1     | 0     | 0        | 4     | 3     | 0        | 0           | .571  | 210   | 47.2     | 51       | 12          | 17       | 0     | 0        | 32       | 2     | 0        | 36    | 35       | 6.61     | 1.43    |
| 2006      | 巨人      | 26    | 2     | 0     | 0     | 0        | 1     | 3     | 0        | 3           | .250  | 186   | 42.0     | 37       | 5           | 21       | 2     | 1        | 33       | 0     | 0        | 20    | 16       | 3.43     | 1.38    |
| 2007      | 巨人      | 7     | 2     | 1     | 0     | 0        | 4     | 0     | 0        | 0           | 1.000 | 98    | 25.0     | 21       | 0           | 2        | 0     | 1        | 16       | 0     | 0        | 5     | 5        | 1.80     | 0.92    |
| 2008      | 巨人      | 17    | 9     | 0     | 0     | 0        | 2     | 3     | 0        | 0           | .400  | 226   | 52.2     | 58       | 8           | 11       | 0     | 4        | 39       | 1     | 0        | 30    | 29       | 4.96     | 1.31    |
| 2009      | 巨人      | 25    | 0     | 0     | 0     | 0        | 0     | 1     | 1        | 3           | .000  | 133   | 29.0     | 30       | 4           | 20       | 1     | 4        | 28       | 0     | 0        | 16    | 16       | 4.97     | 1.72    |
| 2010      | 巨人      | 12    | 0     | 0     | 0     | 0        | 1     | 2     | 0        | 0           | .333  | 89    | 19.1     | 22       | 6           | 9        | 0     | 1        | 12       | 0     | 0        | 16    | 14       | 6.52     | 1.60    |
| 2011      | 巨人      | 12    | 0     | 0     | 0     | 0        | 1     | 0     | 0        | 3           | 1.000 | 56    | 13.2     | 12       | 0           | 3        | 0     | 0        | 10       | 0     | 0        | 5     | 3        | 1.98     | 1.10    |
| 2012      | 巨人      | 3     | 0     | 0     | 0     | 0        | 0     | 0     | 0        | 0           | ----  | 11    | 3.0      | 2        | 0           | 1        | 0     | 0        | 2        | 0     | 0        | 0     | 0        | 0.00     | 1.00    |
| 通算：8年 | 通算：8年 | 111   | 22    | 2     | 0     | 0        | 13    | 12    | 1        | 9           | .520  | 1009  | 232.1    | 233      | 35          | 84       | 3     | 11       | 172      | 3     | 0        | 128   | 118      | 4.57     | 1.36    |

### 記録
投手記録
- 初登板・初勝利・初完投勝利：2005年5月1日、対広島東洋カープ6回戦（広島市民球場）、5回4失点（雨天コールド）
- 初奪三振：同上、1回裏に尾形佳紀から空振り三振
- 初ホールド：2006年4月14日、対横浜ベイスターズ4回戦（横浜スタジアム）、10回裏に5番手で救援登板、2回無失点
- 初セーブ：2009年7月10日、対阪神タイガース7回戦（阪神甲子園球場）、12回裏に6番手で救援登板・完了、1回無失点

打撃記録
- 初安打：2005年7月18日、対ヤクルトスワローズ9回戦（明治神宮野球場）、5回表に石川雅規から右前安打

### 背番号
- 13 （2005年 - 2006年）
- 33 （2007年 - 2010年）
- 45 （2011年 - 2013年）
- 003 （2014年 - 2015年途中）
- 46 （2015年途中 - 同年終了）
- 75 （2021年 - ）